# Stan van Hoesel
Constantinus P.M (Stan the Man) van Hoesel (né en 1961) est un mathématicien néerlandais, professeur de recherche opérationnelle à l'Université de Maastricht et chef de son groupe d'économie quantitative, connu pour ses travaux sur l'optimisation mathématique,.

## Biographie
Né à Tilbourg, Van Hoesel obtient sa maîtrise en mathématiques à l'Université de technologie d'Eindhoven en 1986, et en 1991 son doctorat à l'Université Érasme de Rotterdam sous la direction d'Alexander Rinnooy Kan et Antoon Kolen avec la thèse intitulée "Modèles et algorithmes pour le single- Problèmes de dimensionnement des lots d'articles."
En 1987, Van Hoesel commence sa carrière universitaire à l'Université Érasme de Rotterdam en tant que professeur adjoint et poursuit ses recherches sur la modélisation mathématique des problèmes et des solutions pour la planification de la production. Après avoir obtenu son diplôme, il rejoint l'Université de technologie d'Eindhoven, puis l'Université de Maastricht, où, en 2001, il est nommé professeur de recherche opérationnelle.
Les recherches de Van Hoesel portent sur le domaine des "problèmes d'optimisation dans le monde des affaires. Il utilise des techniques issues des mathématiques et de l'informatique pour découvrir la solution la plus efficace à divers problèmes de planification. Les sujets liés à ses recherches sont les télécommunications et le trafic, où il examine la migration de divers types de réseaux et l'ordre dans lequel les clients sont servis afin de traiter toutes les commandes le plus rapidement possible.".